# 林紘義
林 紘義（はやし ひろよし、1938年7月24日 - 2021年2月10日）は、日本の政治活動家、経済学研究家。社会主義労働者党委員長、マルクス主義同志会代表を経て、労働の解放をめざす労働者党（略称・労働者党）代表委員。旧組織名・栗木伸一。
元東京女子大学教授・林道義の弟。保守派・反フェミニズムとなった兄については厳しい批判を展開している。

## 概要
長野県出身。父が教師だっため転居を繰り返す。
長野県伊那北高等学校卒業後、東京大学文学部入学。青木昌彦に勧誘され、19歳の時に日本共産党に入党するが半年で離党。離党理由については「お粗末な実態に愛想をつかした」と述べている。その後共産主義者同盟の一員として60年安保闘争に参加。樺美智子と出会う。後に同大学院社会科学研究科へ進学。専攻は農業経済学。大学院修了後、北海道の大学から教員としての採用を打診されたが、地方で活動することについて否定的であり、東京に残るためにその打診を断った。
共産主義者同盟崩壊後、共産主義者同盟「共産主義の旗」派を組織する。この組織を改組して「日本共産労働党」（構造改革派系の共産主義労働者党とは別）となる。しかし、前衛党としての力量がまだなかったため党組織を解体し、理論研究集団として「全国社会科学研究会」（全国社研）を組織する。全国社研が発展して、マルクス主義労働者同盟（マル労同）となる。
1977年の参議院議員選挙では、栗木伸一名義で、マルクス主義労働者同盟公認で神奈川県選挙区から立候補するが落選。1986年・1989年の参議院議員選挙では、社会主義労働者党は10名の候補者を立て、林は比例代表に立候補したが、いずれも落選している。
所属した党派の変遷は以下の通りで、共旗派以後はほぼ一貫して最高指導者である。日本共産党→共産主義者同盟（第一次）→共産主義者同盟プロレタリア通信派（プロ通派）→共産主義者同盟共産主義の旗派（共旗派）→日本共産労働党→共産主義者同盟（旧共旗派だけの組織）→全国社会科学研究会（全国社研）→マルクス主義労働者同盟（マル労同）→社会主義労働者党（社労党）→マルクス主義同志会→労働の解放をめざす労働者党（労働者党）
2019年の第25回参議院議員通常選挙は比例区から立候補し落選。2020年頃より脳梗塞を患う。その後闘病生活を続けるも、2021年2月10日、死去。82歳没。訃報は同月18日に党ホームページに掲載された。

## 著書
- 『スターリン体制から「自由化」へ』（全国社研社、共著）
- 『宮本・不破への公開質問状 ハンガリー事件・スターリン批判・ポーランド問題について』（全国社研社）
- 『愛惜の樺美智子』（三一書房）
- 『林紘義著作集』全六巻（ういんぐ・出版企画センター）
- 『女帝もいらない　天皇制の廃絶を』（全国社研社）
- 『教育のこれから』（全国社研社）
- 『不破哲三の“唯物史観”と「資本論」曲解』（全国社研社）
- 『「家族、私有財産及び国家の起源」を探る』（全国社研社）
- 『人類社会の出発点 古代的生産様式』（全国社研社）